# Hoàng Luyện
Hoàng Luyện (tên thật là Phạm Vũ La; 1925-2001) là tác giả kịch bản sân khấu Việt Nam, được tặng Giải thưởng Nhà nước về Văn học Nghệ thuật vào năm 2017.

## Tiểu sử
Hoàng Luyện (tên thật là Phạm Vũ La) sinh ngày 3 tháng 4 năm 1925 tại làng Thứa, Mỹ Hào, Hưng Yên. Ông tham gia kháng chiến từ năm 1943, làm báo rồi cán bộ tuyên huấn tỉnh Hưng Yên.
Năm 1954, Thủ đô giải phóng, Hoàng Luyện về làm cán bộ Vụ nghệ thuật, Bộ Văn hóa Thông tin (nay là Bộ Văn hóa, Thể thao và Du lịch) tham gia công tác đào tạo sân khấu.
Ông mất ngày 28 tháng 4 năm 2001.

## Sự nghiệp
Thời kỳ làm cán bộ tuyên huấn tỉnh Hưng Yên, Hoàng Luyện từng sáng tác nhiều kịch bản ngắn phục vụ phong trào du kích ven tả ngạn sông Hồng.
Hoàng Luyện sinh ra trên đất chèo nhưng ông lại thành danh với hàng loạt tác phẩm cải lương. Trong gia tài sáng tác của ông, thành công nhất phải nói đến kịch bản đậm đà bản sắc cải lương "Bà mẹ sông Hồng". Đây cũng là vở cải lương đầu tiên có hình ảnh người nông dân vùng đồng bằng Bắc bộ. Vở diễn này cũng gắn liền thương hiệu Đoàn Cải lương Kim Phụng suốt 20 năm với trên 2000 đêm diễn từ bắc chí nam. Còn vở Nắng tháng Tám đã khai thác thành công đề tài công nhân và đồng bào vùng than đấu tranh trong những năm tiền khởi nghĩa. Nắng tháng Tám đã được Đoàn cải lương Trung ương (nay là Nhà hát Cải lương Việt Nam) dàn dựng trong suốt những năm của thập kỷ 70. Với 500 đêm diễn, Nắng tháng Tám cũng là vở diễn có suất diễn đạt mức kỷ lục của đoàn.
Không chỉ là tác giả cải lương, Hoàng Luyện còn có hơn chục kịch bản lớn nhỏ về đề tài chiến tranh chống Mỹ: Trên đồi vinh quang, Nàng tiên thuở ấy, Bài thơ bên núi Cánh Diều, Cánh buồm nâu... Hai tác phẩm của ông là Kỳ Đồng Nguyễn Văn Cẩm, Thiên duyên huyền tích được Nhà hát Chèo Thái Bình dàn dựng để tham gia Liên hoan Chèo toàn quốc năm 2022, trong đó, Kỳ Đồng Nguyễn Văn Cẩm được nhận Huy chương Vàng.
Ông đã giành được nhiều giải thưởng về sân khấu: Giải thưởng lớn Hội nghệ sĩ Sân khấu Việt Nam trao tặng năm 1960 cho kịch bản Bà mẹ sông Hồng; Bằng khen của Bộ Văn hóa Thông tin dành cho kịch bản về đề tài cách mạng tiêu biểu năm 1963 với kịch bản cải lương "Kim Đồng".
Năm 2017, ông được truy tặng Giải thưởng Nhà nước về Văn học Nghệ thuật với 2 kịch bản sân khấu "Bà mẹ sông Hồng" và "Nắng tháng Tám".

## Tác phẩm chính

### Cải lương
- Bà mẹ sông Hồng,
- Nắng tháng tám
- Giấc mộng hoa đào,
- Cây gậy thần

### Chèo
- Kỳ đồng Nguyễn Văn Cẩm
- Thiên duyên huyền tích
- Thiên duyên huyền tích - Cây gậy thần
- Trên đồi vinh quang,
- Nàng tiên thuở ấy,
- Bài thơ bên núi Cánh Diều,
- Cánh buồm nâu...

## Vinh danh
- Giải thưởng Nhà nước về Văn học Nghệ thuật năm 2017.

### Giải thưởng sân khấu
- Giải thưởng lớn Hội nghệ sĩ Sân khấu Việt Nam trao tặng năm 1960 cho kịch bản Bà mẹ sông Hồng.
- Bằng khen của Bộ Văn hóa Thông tin dành cho kịch bản về đề tài cách mạng tiêu biểu năm 1963 với kịch bản cải lương "Kim Đồng".
- Liên hoan Chèo toàn quốc năm 2022 tại Hà Nam, vở Thiên duyên huyền tích - Cây gậy thần đoạt Huy chương Vàng.